# Joan Arbona Mas
Joan Arbona Mas, Deu (Sóller, 1955) és un geòleg, naturalista, professor i polític balear.
Es va llicenciar en matemàtiques a la Universitat Autònoma de Barcelona el 1980. Ha exercit la docència com a professor d'ensenyament secundari. S'ha dedicat a cartografiar les zones litològiques de la Serra de Tramuntana, constituint un catàleg de més d'11.000 fotografies de roques. És membre de la Societat Espanyola de Geologia i va ser un dels fundadors del Museu Balear de Ciències Naturals de Sóller. El 1987 s'afilià al Partit Socialista de Mallorca. El 1991 encapçalà la candidatura d'aquest partit a les eleccions locals i fou elegit batle de Sóller. El 1992 perdé la batlia a conseqüència d'una moció de censura. El 1995 tornà encapçalar la candidatura del PSM i, amb un pacte amb el PSOE i Unió Mallorquina, fou elegit tinent de batle encarregat de l'àrea d'Hisenda i de l'elaboració del Pla General. Tornà ser elegit batle els anys 98-99 i, finalment, els anys 1999-2001.